# Епископ источноамерички и канадски Стефан
Стефан Ластавица (Дивош, 14. септембар 1908 — Кливленд, 10. мај 1966) је био епископ источноамерички и канадски.

## Биографија
Рођен је у свештеничкој породици. Отац Јова је био дуго година свештеник у Дивошу. Основну школу је завршио у родном селу, Богословију Светог Саве у Сремским Карловцима, а Богословски факултет у Београду.
Након завршетка Богословије био је службеник суда Архиепископије београдско-карловачке, а по рукоположењу у чин ђакона и секретар истог суда. За секретара Светог архијерејског синода изабран је 1951. године а на овом положају се није дуго задржао. Као један од најбољих познавалаца српског народног црквеног појања, постављен је наставника појања у Богословији Светог Саве у Београду.
Пред одлазак у Трст за пароха (1956) рукоположен је у чин презвитера и произведен у чин протојереја. У Трсту се није могао дуго да задржи због ситуације која је тада била у овој црквено-школској општини, те је отишао за пароха у Виндзор (Канада). На овом положају га је затекао избор, 11. маја 1963. године за епископа источноамеричког и канадског. Хиротонисали су га 13. јула 1963. године у Аликвипи браничевски епископ Хризостом и банатски Висарион.
Одличан певач (драмски баритон) са личним стилом у појању и изузетно музикалан, почео је да се бави мелографским радом и решио да изда Осмогласник (1951). Радећи на њему, у предговору каже: „Старао сам се да ускладим мелодиски нагласак са нагласком српског језика, али не по сваку цену, па и по цену да се изгуби карактер гласа. Стога има места у овом Осмогласнику где се за љубав језичког акцента није могла жртвовати утврђена мелодиска линија.” Осмогласник је објављен епископова живота, а Празнично појање, у два тома, издала је Епархија источноамеричка и канадска у редакцији проф. Војислава Илића (1969). Према записима епископа Стефана, проф. Илић је за хор хармонизовао све три статије које је такође издала источноамеричка и канадска епархија.
Неколико месеци пред смрт пренео је седиште Епархије источноамеричке и канадске из Клертона (Пенсилванија) у Кливленд (Охајо). Сахрањен је на српском православном гробљу у Аликвипи.